# Re-Union
I Re-Union sono stati un duo musicale attivo dal 2002 al 2005 e formato dall'olandese Paul de Corte e dall'italiano Fabrizio Pennisi.
Hanno rappresentato i Paesi Bassi all'Eurovision Song Contest 2004 con il brano Without You.

## Carriera
Nel 1998 Fabrizio Pennisi è stato uno dei fondatori della boy band All of Us, di cui Paul de Corte è entrato a far parte nel 2001. Nel 2002 il gruppo si è sciolto, ma i due hanno continuato a collaborare con il nome Re-Union.
Il 20 febbraio 2004 hanno partecipato alla selezione olandese per l'Eurovision, cantando Without You e venendo incoronati vincitori dal televoto e dalla giuria. Nella finale dell'Eurovision Song Contest 2004, che si è tenuta il successivo 15 maggio a Istanbul, si sono piazzati al 20º posto su 24 partecipanti con 11 punti totalizzati. Without You ha raggiunto la 12ª posizione nella classifica olandese dei singoli, mentre il loro secondo e ultimo singolo, If You Love Somebody, uscito nell'estate del 2004, si è fermato alla 37ª posizione.

## Discografia

### Singoli
- 2004 – Without You
- 2004 – If You Love Somebody